# 朱澄墓
朱澄墓，位于中国广东省广州市天河区龙眼洞华南植物园内，为广州市的一个市、县级文物保护单位，类型为古墓葬，公布时间为2002年7月。
朱澄墓的历史年代为元代。